# Títulos de Maria

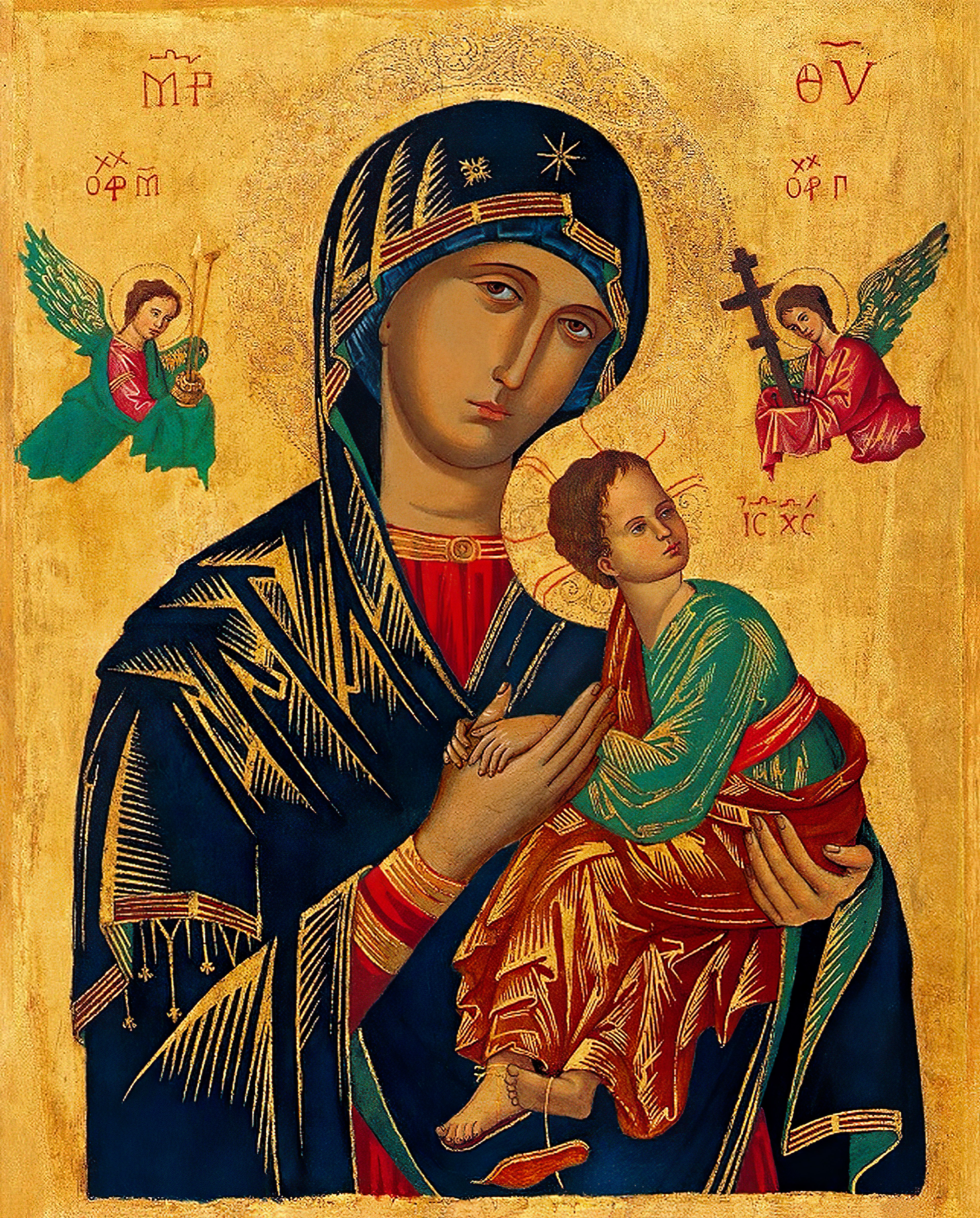
Nossa Senhora do Perpétuo Socorro, ícone bizantino possivelmente do século XIII ou XIV

Títulos de Maria ou invocações marianas são as designações honoríficas dadas à Virgem Maria, mãe de Jesus. Ela é conhecida por inúmeros títulos, epítetos, invocações e outros nomes poéticos. Assim, uma variedade de diferentes títulos são usados pelas igrejas Romana Católica, Ortodoxa, Cóptica e Anglicana. Os títulos dados à Santíssima Virgem em sua maioria são derivados das práticas de veneração (Devoção) e das doutrinas marianas. Os incontáveis títulos atribuídos a Nossa Senhora, alguns muito conhecidos e outros não. A tão popular Ladainha de Nossa Senhora evoca mais de 50. Isto ocorre devido ao aspecto geográfico e cultural, pois os fieis católicos estão espalhados em diversas nações em suas respectivas culturas e costumes pelo mundo.
É relatado pela tradição antiga e registrado por escritores e Padres Doutores da Igreja Católica, bem como pelos da Igreja Ortodoxa e Cóptica que desde os primeiros séculos o povo cristão honra a Virgem Maria, de onde surgiram os mais antigos títulos dados à Virgem Maria como: Cheia de Graça (Gratia Plena), Virgem (Virgo), Mãe de Deus (Mater Dei), Estrela do Mar (Stella Maris), Senhora (Domina), Santa Maria (Sancta Maria), Rainha do Céu (Regina Coeli ou Caeli).
Os títulos devocionais são aqueles ligados às diversas formas de veneração mariana, que podem ser dividas em: doutrinas, aparições, Vida de Maria, Sacramental e Ícones Milagrosos.
- As doutrinas: apenas quatro doutrinas são reconhecidas pela Igreja Católica (como dogmáticas, pois as demais outras ainda não o são). Os quatro dogmas marianos declarados pela Santa Igreja são: o ser Mãe de Deus, ter mantido Virgindade Perpétua, ter tido uma Imaculada Conceição e gloriosa Assunção ao Céu em corpo e alma, de onde vários títulos lhe surgiram, muitos correlacionados pelo nome do local de alguma sua aparição.
- As aparições marianas: os locais onde a Virgem Maria apareceu, onde o nome do local segue logo após o título conferido, como por exemplo: Nossa Senhora de Fátima.
- As devoções baseadas na vida da Virgem Maria, como: As Sete Dores e Sete Alegrias, vem títulos como: Mãe Dolorosa, Nossa Senhora das Dores, Nossa Senhora das Lágrimas, etc.
- Os sacramentais estão relacionados à consagração de Maria, como: o Escapulário do Carmo, a Medalha Milagrosa e o Santo Rosário, onde temos: Nossa Senhora do Carmo, Nossa Senhora da Medalha Milagrosa, Nossa Senhora do Rosário, entre outros.
- Os Ícones Milagrosos estão relacionados a pinturas ou imagens, cujo milagres são atribuídos, como: Nossa Senhora Aparecida, Nossa Senhora do Portão da Aurora (Lituânia), Nossa Senhora de Guadalupe e outros.

Nossa Senhora possui mais de 1100 nomes conhecidos e alguns estão colocados nesta lista.

## Lista dos títulos daVirgem Maria
| Nome | Origem | Devoção |
| Nossa Senhora da Abadia                                                                                                  | Imagem encontrada perto da Abadia de Bouro, na arquidiocese de Braga, Portugal; | Em Portugal, nome de mulher: "Maria da Abadia"; em Uberaba, padroeira da cidade. |
| Nossa Senhora de Absam                                                                                                   | Relembra a aparição do rosto da Virgem Maria na vidraça de uma casa em Absam, Áustria, relacionada a milagres; | Toponímicos. |
| Nossa Senhora Achiropita                                                                                                 | Imagem que não foi pintada por mão humana, de devoção em Rossano, na Calábria; | Nome comum de mulher, entre os italianos e seus descendentes; Paróquia do Bairro da Bela Vista, em São Paulo. |
| Nossa Senhora Advogada                                                                                                   | Relembra Maria como "onipotência suplicante" em favor de seus filhos; | Doutrina. |
| Nossa Senhora da Agonia                                                                                                  | Relembra a agonia que Nossa Senhora sofreu ao contemplar a paixão de seu filho que se juntam com as agonias de seus devotos; | Em Portugal, a Capela de Nossa Senhora da Agonia em Viana do Castelo; No Brasil, Santuário Nossa Senhora da Agonia em Itajubá.                                                                                     |
| Nossa Senhora d'Aires | Devoção no lugar de Aires, freguesia de Viana do Alentejo onde se ergue um santuário do mesmo nome; | Nome de mulher: Maria d'Aires. |
| Nossa Senhora da Ajuda                                                                                                   | Relembra Maria junto à cruz, também implorando a Deus pelo género humano; | Nome de mulher: Maria da Ajuda. |
| Nossa Senhora de Akita                                                                                                   | Aparição em Akita (Japão) para a freira Agnes Katsuko Sasagawa; | Toponímicos. |
| Nossa Senhora do Alívio                                                                                                  | Relembra o pedido dos fiéis a Maria para aliviar as dores; | Toponímicos. |
| Nossa Senhora da América                                                                                                 | Relembra as aparições relatadas pela Irmã Mildred Neuzil nos Estados Unidos; | Toponímicos. |
| Nossa Senhora do Amparo                                                                                                  | Relembra Jesus crucificado, entregando Maria como Mãe de todos os homens; | Nome de mulher: Maria do Amparo. |
| Nossa Senhora dos Anjos                                                                                                  | Relembra Maria, como rainha das cortes celestes e também faz alusão à cidade de Assis, Itália, local para onde havia sido levado um pedaço do túmulo da Virgem e se ouvia sempre o canto dos anjos; A cidade de Los Angeles, nos EUA, foi batizada com seu nome: Nuestra Señora la Reina de Los Ángeles de Porciúncula; | Nome de mulher: Maria dos Anjos. |
| Nossa Senhora da Anunciação                                                                                              | Visita do arcanjo Gabriel a Maria; | Nome de mulher: Maria da Anunciação. |
| Nossa Senhora Aparecida ou da Conceição Aparecida                                                                        | Imagem que apareceu no Rio Paraíba do Sul, onde hoje encontra-se a cidade de Aparecida; | Padroeira do Brasil. Nome de mulher: Maria Aparecida. |
| Nossa Senhora Aparecida da Babilônia ou da Aparecidinha                                                                  | Imagem encontrada na Fazenda Babilônia em São Carlos e está no Santuário Nossa Senhora Aparecida da Babilônia, a quem se atribuí poderes milagrosos; | Toponímicos. |
| Nossa Senhora da Apresentação                                                                                            | Apresentação da Virgem - Apresentação da Virgem no Templo de Jerusalém; | Toponímicos; Padroeira da cidade brasileira de Natal. |
| Nossa Senhora da Arábia                                                                                                  | Na Arábia Saudita, Maria recebe este nome Nossa Senhora da Arábia; | Nome de mulher: Maria da Arábia, padroeira nacional. |
| Nossa Senhora da Arrábida                                                                                                | Imagem presente numa ermida na Serra da Arrábida; | A sua principal devoção é na região de Setúbal. |
| Nossa Senhora de Assiute                                                                                                 | Relembra as aparições entre os anos 2000 e 2001 aprovadas pela Igreja Ortodoxa Copta; | Toponímicos. |
| Nossa Senhora da Assunção                                                                                                | Relembra a elevação de Maria, de corpo e alma, aos céus; | Dogma; Nome de mulher: Maria da Assunção. |
| Nossa Senhora dos Alagados                                                                                               | Imagem feita para representar a pobreza do povo de Alagados em Salvador, se tornando assim padroeira da Paróquia Nossa Senhora dos Alagados e São João Paulo II, que acabou sendo abençoada pelo mesmo papa, no ano de 1980, em sua viagem pelo Brasil; | Povo dos Alagados no bairro Uruguai, em Salvador - BA. |
| Nossa Senhora Auxiliadora                                                                                                | Relembra o auxílio de Maria ao Papa Pio VII, durante o domínio napoleônico; | Nome de mulher: Maria Auxiliadora. |
| Nossa Senhora de Banneux ou dos Pobres                                                                                   | Apareceu para uma criança na década de 1930 na Bélgica; | Nome de mulher: Banneaux. |
| Nossa Senhora de Beauraing                                                                                               | Aparições em Beauraing (Bélgica); | Toponímicos. |
| Nossa Senhora de Belém                                                                                                   | Relembra a maternidade de Maria, na cidade de Belém; | Belém, Nome de mulher: Maria de Belém; canções natalinas. |
| Nossa Senhora da Boa Hora                                                                                                | Relembra a proteção de Maria na hora dos partos e na hora da morte; | Nome de mulher: Maria da Boa Hora. |
| Nossa Senhora da Boa Morte                                                                                               | Proteção aos agonizantes; | Nome de diversas confrarias. |
| Nossa Senhora da Boa Nova                                                                                                | Maria é que traz aos homens a Boa Nova (Evangelho) do nascimento de Jesus; | Nome de mulher: Maria da Boa Nova. |
| Nossa Senhora da Boa Viagem                                                                                              | Relembra Maria como protetora dos portugueses que partiam nas viagens de descobrimento do Novo Mundo; | Toponímicos. |
| Nossa Senhora do Bom Conselho                                                                                            | Relembra Maria como grande conselheira dos Apóstolos, cultuada desde o século V, na cidade italiana de Genazzano; | Toponímicos. |
| Nossa Senhora do Bom Despacho                                                                                            | celebra o prestígio de Maria perante Deus, pelo despacho da encarnação do Verbo; | Toponímicos. |
| Nossa Senhora do Bom Parto                                                                                               | Nascimento de Jesus, tendo Maria permanecido virgem antes, durante e depois do parto; | Toponímicos. |
| Nossa Senhora do Bom Socorro                                                                                             | Relembra o socorro de Maria aos cristãos, celebrado, desde o século X, em Blosville, na Normandia; | Toponímicos. |
| Nossa Senhora do Bom Sucesso                                                                                             | Relembra o auxílio da Mãe de Deus para os que almejam sucesso em seus tratamentos de saúde e nos seus empreendimentos materiais; | Toponímicos. |
| Nossa Senhora de Bonate                                                                                                  | Também chamada de "Rainha da Família", relembra as aparições a Adelaide Roncalli, uma menina de 7 anos, na comuna italiana de Bonate Sopra, Bérgamo, em maio de 1944; | Toponímicos. |
| Nossa Senhora do Brasil                                                                                                  | relembra as inúmeras graças concedidas, por seu intermédio, aos brasileiros; | Paróquia célebre de São Paulo. |
| Nossa Senhora das Brotas                                                                                                 | Relembra o fato de folhas brotarem numa altar de Nossa Senhora, no início do povoamento de Cuiabá, no estado de Mato Grosso, no século XVIII; também venerada em Piraí do Sul, após um milagre envolvendo a estampa de Nossa Senhora deixada com uma moradora da cidade por Santo Antônio de Sant'Ana Galvão; | Toponímicos. |
| Nossa Senhora da Cabeça                                                                                                  | Imagem encontrada no Pico da Cabeça, Serra Morena, na Andaluzia, no século XIII; | Toponímicos. |
| Nossa Senhora do Carmo da Boa Esperança                                                                                  | relembra a proteção de Maria, no século XV, quando protegeu os portugueses, na sua esperança de chegar às Índias, dobrando o Cabo das Tormentas; | Toponímicos. |
| Nossa Senhora do Caminho                                                                                                 | Ícone feita por autor incerto, ou São Lucas, estava no Mosteiro de Panágia Hodegétria, em Constantinopla, Turquia, o original está sumido; | Toponímicos. |
| Nossa Senhora das Candeias, da Luz ou da Candelária, da Apresentação e da Purificação                                    | Relembra a Purificação da Virgem no Templo, comemorada com uma procissão luminosa; | Nome de mulher: Maria Candelária; célebres paróquias do Rio de Janeiro, de Itu e de Natal, além da Igreja Catedral Nossa Senhora da Candelária de Corumbá, e da Igreja Catedral Nossa Senhora da Luz em Guarabira. |
| Nossa Senhora de Caravaggio                                                                                              | Aparição da Virgem, no século XV, em Caravaggio, cidade italiana próxima a Milão; | Toponímicos. |
| Nossa Senhora do Carmo, do Monte Carmelo ou do Escapulário                                                               | Relembra o convento construído em honra à Virgem, nos primeiros séculos do cristianismo, no Monte Carmelo, na Samaria; | Toponímicos. |
| Nossa Senhora da Carpição                                                                                                | Originária de cerimonial de carpição ou capina de um terreno onde foi ereta uma capela dedicada à Virgem Maria, em São José dos Campos, São Paulo, no século XIX; | Toponímicos. |
| Nossa Senhora de Ceuta ou do Bastão                                                                                      | Relembra o auxílio da Virgem Ana conquista de Ceuta, por Dom João I; sua imagem traz um rico bordão na mão, donde vem o termo do Bastão; | Toponímicos. |
| Nossa Senhora da Chama de Amor                                                                                           | Relembra a devoção do movimento húngaro Chama de Amor em busca do triunfo do Imaculado Coração de Maria; | Confrarias. |
| Nossa Senhora de Civitavecchia                                                                                           | Relembra uma imagem da Rainha da Paz que teria lacrimejado sangue em Civitavecchia, estando também relacionada a aparições e outras manifestações sobrenaturais; | Toponímicos. |
| Nossa Senhora de Champion                                                                                                | Aparição, no século XIX, no vilarejo de Champion, Green Bay, nos Estados Unidos; | Toponímicos. |
| Nossa Senhora da Conceição                                                                                               | Relembra que Santa Ana concebeu Maria, pura sem pecado; | Dogma; Prenome feminino: Maria da Conceição, Conceição. |
| Nossa Senhora da Consolação                                                                                              | relembra a Virgem como "Consoladora dos aflitos", devoção iniciada por Santa Mônica; | Igreja da Consolação de São Paulo. |
| Nossa Senhora de Copacabana                                                                                              | Imagem esculpida por um índio, Francisco Tito Iupanqui, no século XVI, na aldeia de Copacabana, às margens do Lago Titicaca; | Toponímicos. |
| Nossa Senhora Corredentora                                                                                               | Relembra a participação da Virgem Maria no processo de redenção e salvação; | Doutrina. |
| Nossa Senhora da Correia                                                                                                 | Relembra a correia da cintura da Virgem Maria, símbolo de pureza, com que as mulheres judias eram cingidas desde a infância; | Toponímicos. |
| Nossa Senhora da Cova da Cruz                                                                                            | Relembra as aparições da Virgem Maria a Maria Olinda do Céu na vila portuguesa de Bugarrel, na Serra do Tomar, entre os anos de 1947 e 1971; | Toponímicos. |
| Nossa Senhora de Cuapa                                                                                                   | Relembra as aparições da Virgem Maria em San Francisco de Cuapa, Nicarágua, no ano de 1989, relatadas pelo camponês Bernardo Martínez; | Toponímicos. |
| Nossa Senhora de Częstochowa ou do Monte Claro                                                                           | Imagem feita por autor incerto, ou São Lucas, está no Mosteiro de Jasna Góra, em Częstochowa, Polônia; | Toponímicos. |
| Nossa Senhora dos Desamparados                                                                                           | Relembra a proteção de Maria a uma confraria criada, no século XV, em Valência, Espanha, para acolher crianças desamparadas; | Confrarias. |
| Nossa Senhora Desatadora dos Nós                                                                                         | Relembra que a Virgem Maria liberta os homens das aflições da vida, desata os nós que os escravizam; | Célebre pintura de Johann Schmittdner (1700). |
| Nossa Senhora do Desterro                                                                                                | A fuga para o Egito; | Toponímicos. Antigo nome de Florianópolis e de Jundiaí. |
| Nossa Senhora Divina Pastora                                                                                             | Devoção a Virgem Maria como pastora de almas, surgida no século XVIII, em Sevilha, Espanha; | Confrarias. |
| Nossa Senhora da Divina Providência                                                                                      | Relembra que a Virgem confiou plenamente na Divina Providência, entregando-se totalmente a Deus; | Confrarias. |
| Nossa Senhora do Divino Amor                                                                                             | Relembra o momento de Pentecostes em que Maria recebe o Espírito Santo prometido por Jesus; | Nome de mulher: Maria do Divino Amor. |
| Nossa Senhora das Dores (ou da Piedade/da Soledade/ das Angústias/ das Lágrimas/ das Sete Dores/ do Calvário/ do Pranto) | Refere-se às sete dores da Virgem Maria: a profecia de Simeão, a fuga para o Egito, a perda do menino Jesus, o encontro no caminho do Calvário, a morte de Jesus, o golpe da lança e a deposição da cruz e o sepultamento de Cristo; | Nome de mulher: Maria das Dores. |
| Nossa Senhora das Dores de Chandavila                                                                                    | Relembra as aparições da Virgem Maria em La Codosera, na província espanhola de Badajoz, presenciadas por Marcelina Barroso e Afra Brígido no ano de 1945; | Toponímicos. |
| Nossa Senhora das Dores do Escorial                                                                                      | Relembra as aparições da Virgem Maria à vidente Luz Amparo em Prado Nuevo, um vilarejo do município espanhol de El Escorial, ocorridas entre os anos de 1981 e 2002; | Toponímicos. |
| Nossa Senhora da Defesa                                                                                                  | Refere-se a um acontecimento histórico onde o exército dos Godos, fixou-se na Bacia de Ampezzano, na Itália. Os italianos precisaram organizar uma defesa. só que eles não tinham forças e nem treinamento militar para usar contra os invasores, então eles rezaram pedindo pela intercessão de Nossa Senhora. ela apareceu com uma espada em chamas e e expulsou os Godos. os italianos agradecidos começaram a invocá-la como "Madonna della Difesa"; | Padroeira da cidade de Stintino. |
| Nossa Senhora da Encarnação                                                                                              | Relembra a encarnação do Verbo no seio puríssimo da Virgem; | Nome de mulher: Maria da Encarnação. |
| Nossa Senhora da Escada                                                                                                  | A Virgem é comparada à "Escada de Jacó", que liga o céu e a terra. Também faz alusão aos trinta e um degraus que davam aceso a um santuário de Lisboa; | Confrarias e toponímicos. |
| Nossa Senhora da Esperança                                                                                               | Relembra a Virgem na esperança e na iminência do parto divino; | Confrarias; antigo santuário construído em 930, em Mazières; imagem trazida por Pedro Álvares Cabral, em sua viagem do descobrimento do Brasil.                                                                    |
| Nossa Senhora da Estrela                                                                                                 | Imagem oculta por Dom Rodrigo, último rei dos visigodos, em 711, quando da invasão árabe; sendo descoberta, quando a Vila de Marvão, em Portugal, foi liberada do domínio muçulmano; Maria é chamada "Aurora da Salvação"; | Confrarias. |
| Nossa Senhora das Estrelas                                                                                               | Ela aparece mostrando poder e reinado com uma coroa de 12 estrelas e derrotando o dragão de sete cabeças e dez chifres (simbolizando os nossos problemas); | Padroeira das pessoas que passam por dificuldades e tribulações. |
| Nossa Senhora Estrela do Mar                                                                                             | Relembra a Virgem sendo invocada por aqueles que trabalham em meio ao mar; | Toponímicos. |
| Nossa Senhora Exterminadora de Todas as Heresias                                                                         | Este título é oriundo das sabias instruções do Papa Pio X através de suas encíclicas Ad Diem Illum Laetissimum e Pascendi Dominici Gregis; | Doutrina. |
| Nossa Senhora da Família, Rainha da Família                                                                              | Invocação (Regina Familiæ) mandada acrescentar às "Ladainhas Lauretanas", em 1995, pelo papa São João Paulo II; | Padroeira do Pontifício Conselho para a Família. |
| Nossa Senhora de Fátima, do Rosário de Fátima                                                                            | Aparição em Fátima (Portugal); | Prenome feminino: Maria de Fátima ou apenas "Fátima"; Santuário de Fátima. |
| Nossa Senhora da Fé | Relembra que a vida da Virgem foi um contínuo Ato de Fé, sendo esta devoção medieval originária da França e Bélgica; | Nome de mulher: Maria da Fé. |
| Nossa Senhora das Galinhas                                                                                               | Relembra a devoção em Pagani, na Campânia, à "Madonna delle Galline", após relatos de aparições, curas e outras manifestações milagrosas; | Confrarias. |
| Nossa Senhora de Garabandal                                                                                              | Relembra as aparições da Virgem Maria a quatro jovens espanholas entre os anos de 1961 e 1965 em San Sebastián de Garabandal; | Toponímicos. |
| Nossa Senhora de Gietrzwałd                                                                                              | Relembra as aparições da Virgem Maria em Gietrzwałd, Polónia, no ano de 1877, e presenciadas por duas jovens: Barbara Samulowska e Justyna Szafranska; | Toponímicos. |
| Nossa Senhora da Glória                                                                                                  | Relembra coroação da Virgem como rainha; aparição da Virgem no local da Glória do Ribatejo; | Nome de mulher: Maria da Glória, "Glória". |
| Nossa Senhora da Graça                                                                                                   | Imagem encontrada por pescadores na praia de Cascais, Portugal, em 1362 e que apareceu a Catarina Álvares, Paraguaçu, no século XVI; Invocação da Virgem aleitando o Menino Jesus no local de Vale da Pinta, Cartaxo; | Nome de mulher: Maria da Graça, "Graça". |
| Nossa Senhora da Graça de Cimbres                                                                                        | Relembra as aparições da Virgem à Maria da Luz (Irmã Adélia) e Maria da Conceição, em Pesqueira; | Nome de mulher: Maria da Graça, "Graça". |
| Nossa Senhora das Graças ou da Medalha Milagrosa                                                                         | Relembra uma aparição feita a Santa Catarina Laboure, em Paris; | Prenome feminino: Maria das Graças. |
| Nossa Senhora das Grotas                                                                                                 | Imagem encontrada em 1706, por um indígena nas grotas do Rio São Francisco, em Juazeiro, Bahia; | Toponímicos. |
| Nossa Senhora de Guadalupe                                                                                               | Aparição ao índio asteca São Juan Diego, na Cidade do México, México, em 1531; | Prenome feminino: Maria Guadalupe, "Guadalupe", Basílica de Nossa Senhora de Guadalupe; Padroeira da América Latina e do México.                                                                                   |
| Nossa Senhora da Guia | Relembra que a Virgem Maria guiou Jesus, na sua infância e juventude; é chamada pelos ortodoxos de "Odegitria" (‘οδεγός); | Nome de mulher: Maria da Guia, confrarias. |
| Nossa Senhora de Heede                                                                                                   | Relembra as aparições na vila alemã de Heede, Alemanha para quatro meninas e suas mensagens de oração, penitência e conversão; | Toponímicos. |
| Nossa Senhora de Hrushiv                                                                                                 | Relembra as aparições da Virgem Maria na vila de Hrushiv, em Drohobych, e que supostamente teria previsto os atuais conflitos entre Rússia e Ucrânia; | Toponímicos. |
| Nossa Senhora Imaculada Pureza                                                                                           | Aparições a duas meninas entre os anos de 1990 e 1995 em Litmanová, na Eslováquia; | Toponímicos. |
| Nossa Senhora do Imaculado Coração                                                                                       | Relembra a devoção ao Coração Imaculado da Virgem Maria, devotado junto ao Sagrado Coração de Jesus e ao Castíssimo Coração de José; | Aparições de Fátima. |
| Nossa Senhora de Itaúna                                                                                                  | Aparição em Itaúna, Brasil inicialmente a três crianças e posteriormente demais moradores em um cupinzeiro, na atual gruta devocional; | Toponímicos. |
| Nossa Senhora de Kibeho ou de Quibeo                                                                                     | Aparição em Quibeo (Ruanda); | Toponímicos. |
| Nossa Senhora de La Vang                                                                                                 | Relembra as aparições de Nossa Senhora na selva de La Vang para consolar e encorajar os fiéis católicos perseguidos pelo governo; patrona do Vietnã | Aparições. |
| Nossa Senhora das Lágrimas                                                                                               | Relembra as aparições da Virgem Maria e de Jesus Manietado à irmã Amália de Jesus Flagelado em Campinas, no Brasil; | Aparições. |
| Nossa Senhora da Lampadosa                                                                                               | Relembra a padroeira da ilha de Lampadosa, no Mar Mediterrâneo, entre a ilha de Malta e a Tunísia; | Toponímicos; Tiradentes foi enforcado no Largo da Lampadosa, no Rio de Janeiro. |
| Nossa Senhora da Lapa | Imagem escondida dos muçulmanos numa lapa, no século X, pelas monjas beneditinas de Aguiar da Beira, sendo encontrada em 1498, por uma menina, que muda de nascença, começou a falar; | Toponímicos. |
| Nossa Senhora do Leite ou da Lactação                                                                                    | Relembra a Virgem nutrindo o Menino-Deus com seu leite materno; | Célebre igreja de Belém. |
| Nossa Senhora de Licheń                                                                                                  | Relembra as aparições da Virgem Maria em vila de Licheń Stary, Polônia e seu ícone milagroso venerado na Basílica de Nossa Senhora de Licheń; | Toponímicos. |
| Nossa Senhora do Líbano                                                                                                  | Relembra a milenar devoção dos libaneses à Virgem Maria, e também o santuário construído, entre 1904 e 1908, no Monte Harissa, no Líbano, para honrar a Imaculada Conceição de Maria; | Paróquias célebres em São Paulo e no Rio de Janeiro. |
| Nossa Senhora de Lipa | Aparições em Lipa, Filipinas para Teresita Castillo, uma noviça carmelita; | Aparições. |
| Nossa Senhora do Livramento                                                                                              | Relembra o livramento do fidalgo português Rodrigo Homem de Azevedo, preso pelo Duque de Alba, no século XVI; | Toponímicos. |
| Nossa Senhora do Loreto                                                                                                  | Refere-se à Casa de Nazaré, onde viveu a Virgem Maria, transladada para um bosque de loureiros, próximo a Recanati, na Itália; | Ladainhas Loretanas (de Nossa Senhora). |
| Nossa Senhora de Lourdes                                                                                                 | Aparição, no século XIX, na Gruta de Massabielle, em Lourdes (França); | Nome de mulher: Maria de Lourdes ou apenas "Lourdes". |
| Nossa Senhora de Luján                                                                                                   | Refere-se a uma imagem de Nossa Senhora da Conceição, mandada esculpir no Brasil, em 1630, por um português, residente na Argentina; que ao ser transportada, encalhou às margens do rio Luján; | Toponímicos; padroeira da Argentina. |
| Nossa Senhora da Luz | Imagem encontrada por Pedro Martins, entre uma estranha luz, que lhe apareceu em Carnide, Portugal; Maria é lembrada como aquela que apresenta seu Filho Jesus como Luz das Nações; | Confrarias; famoso convento de São Paulo. |
| Nossa Senhora Mãe de Deus                                                                                                | Relembra o dogma de Maria como a Teótoco, "Mãe de Deus", cultuada desde os primeiros séculos e confirmada pelo Primeiro Concílio de Éfeso; | Toponímicos; antigo nome de Porto Alegre. |
| Nossa Senhora Mãe da Igreja                                                                                              | Relembra a proclamação de Maria como Mãe de todo o povo de Deus, pelo Papa Paulo VI, em 1964, durante o Concílio Vaticano II; | Doutrina. |
| Nossa Senhora Mãe do Amor Formoso                                                                                        | Invocação que atribui à Maria, mãe de Jesus, as palavras de Eclesiástico 24, 24: "Eu sou a Mãe do amor formoso, do temor, da ciência e da santa esperança.". Lição de amor formoso, de vida limpa, de um coração sensível e apaixonado, para que aprendamos a ser fiéis ao serviço da Igreja. Um amor formoso, porque tem por princípio e por fim o Deus três vezes Santo, que é toda a Formosura, toda a Bondade e toda a Grandeza;                     | Devoção de São Josemaría Escrivá, que presenteou a Universidade de Navarra com uma imagem desta devoção. |
| Nossa Senhora Mãe dos Homens                                                                                             | Devoção surgida no convento de São Francisco das Chagas, no bairro de Xabregas, em Lisboa, relembrando que Maria além de Mãe de Deus é Mãe de todos os homens; | Confrarias. |
| Mãe Rainha | Imagem da Virgem Maria, padroeira do Movimento Apostólico de Schoenstatt, e relembra a aliança de amor que o padre Joseph Kentenich (1885 - 1968), selou pela primeira vez a 18 de Outubro de 1914, em Schoenstatt, Alemanha, com a Virgem Maria; | Movimento Apostólico de Schoenstatt. |
| Nossa Senhora Mãe de Toda a Ásia                                                                                         | Relembra a maior estátua do mundo erguida em honra da Virgem Maria em Batangas, Filipinas, como uma forma de recorrer a ela sua proteção em prol da paz e da unidade dos povos asiáticos e de todo o mundo; | Santuário de Montemaria. |
| Nossa Senhora das Maravilhas                                                                                             | Relembra que a vida de Maria foi uma sucessão de maravilhas, das quais a maior foi a encarnação do Verbo. Isto atesta a própria Virgem, no canto do Magnificat; | Toponímico e cânticos. |
| Nossa Senhora dos Mares                                                                                                  | Desde os primeiros séculos do cristianismo, Maria é invocada como protetora das viagens marítimas; | Confrarias. |
| Nossa Senhora de Marpingen                                                                                               | Relembra as aparições em Marpingen, Alemanha na segunda metade do século XIX e nos anos 1999; | Toponímicos. |
| Nossa Senhora dos Mártires                                                                                               | Invocada em homenagem dos cristãos que tombaram no Cerco de Lisboa (1147); | Basílica de Nossa Senhora dos Mártires, em Lisboa. |
| Nossa Senhora Medianeira                                                                                                 | Relembra o papel de intermediária entre o fiel e Jesus; | Doutrina. |
| Nossa Senhora de Međugorje                                                                                               | Desde 24 de Junho de 1981 até hoje, Nossa Senhora aparece na pequena vila de Medjugorje, na Bósnia e Herzegovina. Ela se apresenta como Rainha da Paz e, através de 6 jovens, faz ao mundo um último apelo à conversão. São as mais longas aparições da história da humanidade e Nossa Senhora diz que estas são as últimas; | Toponímicos. |
| Nossa Senhora do Mel | Relembra o milagre de uma estátua peregrina de Nossa Senhora de Fátima que verte mel e outras matérias, cercada de testemunhos de curas milagrosas; | Estátua milagrosa. |
| Nossa Senhora Menina | Relembra a infância da Virgem, do nascimento aos três anos junto a seus pais, São Joaquim e Santa Ana; e dos três aos doze anos, no Templo de Jerusalém; | Cânticos. |
| Nossa Senhora das Mercês                                                                                                 | Relembra a aparição a São Pedro Nolasco, no início do século XII, solicitando a criação de uma Ordem destinada ao resgate de cristãos feitos cativos pelos muçulmanos; | Ordem religiosa e confrarias. |
| Nossa Senhora dos Milagres                                                                                               | Relembra os grande prodígios operados pela Mãe de Deus, Onipotência suplicante e canal de todas as graças, a quem nada Deus recusa; | Confrarias. |
| Nossa Senhora da Misericórdia                                                                                            | Por conseguir inúmeros benefícios de Deus para os homens, Maria é chamada Mãe de Misericórdia; o título também lembra a proteção da Virgem às Santas Casas de Misericórdia, cuja primeira foi fundada em Lisboa em 1498; | Patrona das Santas Casas de Misericórdia. |
| Nossa Senhora do Monte                                                                                                   | Relembra que a Virgem é um monte altíssimo, que vence a altura de todos os outros montes, em santidade e virtude; | Célebres igrejas: na Ilha da Madeira e em Olinda. |
| Nossa Senhora do Montserrat                                                                                              | Relembra a imagem da Virgem levada a Barcelona, Espanha, nos primeiros séculos do cristianismo, sendo que durante a invasão árabe, os cristãos esconderam a imagem na escarpada montanha de Montserrat. Mais tarde, esta imagem foi milagrosamente encontrada e no local foi construída uma grande abadia beneditina; | Abadia de Montserrat. |
| Nossa Senhora de Muquém                                                                                                  | Relembra o auxílio da Virgem Maria a um garimpeiro português, na vila de São Tomé de Muquém, no início da mineração em Goiás; | Célebre romaria. |
| Nossa Senhora da Natividade                                                                                              | Relembra o nascimento da virgem Maria, que, segundo a tradição, foi num sábado, 8 de setembro, do ano 20 a.C., na cidade de Jerusalém; | Confrarias e cânticos. |
| Nossa Senhora dos Navegantes                                                                                             | Maria é invocada como protetora dos navegantes, devoção que teve seu auge durante as cruzadas e, depois, durante o período das grandes navegações; | Confrarias. |
| Nossa Senhora de Nazaré                                                                                                  | Relembra a vida da Virgem Maria, em Nazaré, junto à sua sagrada família; | Toponímicos; Círio de Nazaré. |
| Nossa Senhora das Neves                                                                                                  | Refere-se a um milagre, anunciado pela Virgem Maria, de que em pleno verão, na noite de 4 para 5 de agosto, nevaria em Roma, o que realmente aconteceu no local onde hoje se ergue a basílica de Santa Maria Maior; | Antigo nome de João Pessoa, Paraíba. |
| Nossa Senhora do Ó | Alusão à Nossa Senhora nas proximidades de seu parto. Houve um sermão proferido pelo Padre Vieira, onde compara as virtudes de Maria à "perfeição da letra o", símbolo da imortalidade e de Deus, de quem Maria é mãe. Referências às sete antífonas do Ó, nas proximidades do Natal; | Freguesia do Ó em São Paulo, Nossa Senhora do Ó em Ipojuca (Pernambuco) - Brasil. |
| Nossa Senhora da Oliveira                                                                                                | Refere-se a uma imagem levada para Guimarães, Portugal, por São Tiago, que a colocou num templo, ao lado qual havia uma oliveira. Também, a Virgem Maria é comparada na passagem bíblica: sua glória é igual ao fruto da Oliveira (Os 14,6); | Confraria. |
| Nossa Senhora do Parto, do Bom Parto                                                                                     | Recorda a proteção da Virgem Maria às mães que estão para dar à luz; | Célebre recolhimento do Rio de Janeiro. |
| Nossa Senhora do Patrocínio                                                                                              | Relembra a intercessão da Virgem Maria junto a seu Filho, em favor dos homens, como nas Bodas de Caná; | Toponímicos. |
| Nossa Senhora de Pellevoisin                                                                                             | Relembra as aparições da Virgem Maria no ano 1876 a Estelle Faguette, onde foi instituído a devoção ao Escapulário do Sagrado Coração; | Arquiconfraria. |
| Nossa Senhora da Pena | Relembra a Virgem como inspiradora e padroeira das letras e das artes; | Célebre igreja de Porto Seguro (1773); Igreja do Rio de Janeiro, no bairro de Jacarepaguá. |
| Nossa Senhora da Penha                                                                                                   | Relembra o milagre realizado, no início do século XVII, por intercessão da Virgem Maria invocada por Baltazar de Abreu Cardoso, fazendeiro brasileiro, que encontrou uma serpente ao subir um penhasco (penha) que levava à sua fazenda no Rio de Janeiro; | Bairro do Rio de Janeiro; Santuário Perpétuo no Rio de Janeiro. |
| Nossa Senhora da Penha de França                                                                                         | Relembra a aparição da Virgem Maria a Simão Vela, monge francês, na serra chamada Penha de França, no norte da Espanha; | Bairro de São Paulo; Freguesia e Paróquia de Lisboa. |
| Nossa Senhora de Pentecostes                                                                                             | Alusão ao dia de Pentecostes quando Maria, juntamente com os Apóstolos, ficou repleta do Espírito Santo, que veio sob a forma de línguas de fogo; | Fraternidade Jesus Salvador (Salvistas). |
| Nossa Senhora Peregrina                                                                                                  | Alusão às imagens marianas que peregrinam pelos lares católicos; | Grupos de oração. |
| Nossa Senhora do Perpétuo Socorro                                                                                        | Relembra a Virgem Maria como socorro dos cristãos, em suas horas de necessidade.Refere-se a um quadro milagroso da ilha de Creta, que após ser roubado, foi recuperado em Roma e posto, no século XIX, sob a guarda dos padres redentoristas; | Confrarias. |
| Nossa Senhora da Piedade                                                                                                 | Relembra que Jesus, após o descimento da Cruz, foi entregue aos braços de sua Mãe Santíssima; | Prenome feminino: Maria da Piedade. Pietà: famosa escultura de Michelangelo. |
| Nossa Senhora do Pilar ou de Saragoça                                                                                    | Refere-se a uma aparição da Virgem Maria a São Tiago, que estava evangelizando em Saragoça. A virgem lhe apareceu sentada num pilar, donde lhe vem o nome; | Nome de mulher: "Maria do Pilar". Célebres igrejas de Minas Gerais. |
| Nossa Senhora de Pochaev                                                                                                 | Aparição em Pochaev (Ucrânia); | Toponímicos. |
| Nossa Senhora de Pompeia                                                                                                 | Relembra a aparição da Virgem a Bartolo Longo, em Pompeia, no sul da Itália; | Bairro antigo de São Paulo. |
| Nossa Senhora da Ponte                                                                                                   | refere-se à comparação de Maria à ponte donde passamos da terra para o céu; | Antigo nome de Sorocaba. |
| Nossa Senhora Porta do Céu                                                                                               | Refre-se à máxima que diz: Ninguém chega ao Pai, a não ser por Jesus; e ninguém chega ao Filho, a não ser por Maria. Esta é uma das invocações das Ladainhas Lauretanas, considerando pois que o culto da Mãe de Deus é a porta que leva os fiéis ao paraíso; | Ladainhas Lauretanas. |
| Nossa Senhora de Pontmain                                                                                                | Relembra as aparições da Virgem Maria na noite de 17 de janeiro de 1871 a quatro crianças, sendo o motivo de fuga do exército alemão que ameaçava a comuna de Pontmain; | Aparições. |
| Nossa Senhora do Porto                                                                                                   | Refere-se a uma imagem bizantina colocada no célebre santuário, cuja construção foi iniciada no século VI, no bairro do Porto (Le Port), em Clermont-Ferrand, na França. Uma cópia deste ícone foi levada na batalha aos muçulmanos, para a retomada da cidade do Porto, em Portugal; | Cidade do Porto. |
| Nossa Senhora do Povo | Relembra a construção, pelo povo de Roma, da igreja de Santa Maria del Popolo, no local onde se erguera o Mausoléu dos Domícios, família a qual pertencia o imperador Nero; | Forte de Nossa Senhora do Povo (Forte do Mar), em Salvador. |
| Nossa Senhora dos Prazeres                                                                                               | Relembra os sete principais prazeres da vida da Virgem Maria: a Anunciação, a saudação de Santa Isabel, o nascimento de seu Filho, a visita dos Reis Magos, o encontro de Jesus no Templo, a primeira aparição de Jesus ressuscitado, a sua coroação no céu; | Célebres igrejas de Recife (Monte Guararapes),PE e Diamantina, MG; padroeira de Maceió, Al. |
| Nossa Senhora do Presépio                                                                                                | Relembra a maternidade de Maria, na cena do presépio, conforme a tradição franciscana; | Presépios natalinos. |
| Nossa Senhora da Purificação                                                                                             | Relembra a Purificação da Virgem no Templo de Jerusalém, comemorada com uma procissão luminosa; | Nome de mulher: Maria da Purificação. |
| Virgem Pura Dolorosa de Umbe                                                                                             | Relembra as aparições da Virgem Maria no Monte Umbe, vilarejo espanhol de Lauquíniz, presenciadas por Felisa Sistiaga entre os anos de 1941 e 1989; | Toponímicos. |
| Nossa Senhora Rainha | Nossa Senhora sempre foi reconhecida pela Igreja Católica como Rainha. É proclamada, pela Igreja, Rainha por doze vezes: Rainha dos anjos, dos patriarcas, dos profetas, dos apóstolos, dos confessores, das virgens, dos mártires, de todos os Santos, do Santíssimo Rosário, da paz, concebida sem pecado original e levada aos céus. Sua festa é celebrada em 22 de agosto;                                                                           | Doutrina. |
| Nossa Senhora Rainha da Obediência                                                                                       | Relembra a obediência de Maria aos planos e mandamentos divinos; | Aparições em Congonhal. |
| Nossa Senhora Rainha dos Apóstolos                                                                                       | Relembra que a Virgem Maria foi mãe, mestra e rainha dos apóstolos, que lhe devotavam especial veneração; | Ladainhas Lauretanas. |
| Nossa Senhora Rainha do Céu                                                                                              | Relembra a coroação de Maria, após sua assunção aos céus; | Famosa antífona: Regina Coeli. |
| Nossa Senhora Rainha dos Homens                                                                                          | Relembra que Maria é rainha de todos os homens, portanto digna de todos os louvores, por parte de todos; | Confrarias. |
| Nossa Senhora Reconciliadora dos Povos                                                                                   | Relembra a Virgem Maria como mãe e modelo de unidade aos cristãos; aparições a serva de Deus Maria Esperanza de Bianchini entre 1976 e 1989 em Finca Betania, Venezuela; | Aparições. |
| Nossa Senhora dos Remédios                                                                                               | Relembra a Virgem Maria como único remédio para todos os nossos trabalhos, angústias, necessidades e doenças; | Vila dos Remédios, Fernando de Noronha. |
| Nossa Senhora da Revelação                                                                                               | Relembra as aparições na gruta de Tre Fontane, em Roma; | Aparições. |
| Nossa Senhora do Rocio                                                                                                   | Imagem encontrada no mar, no final do século XVII, por um grupo de pescadores que viviam no Rocio, próximo a Paranaguá; | Rainha e Padroeira do Paraná; e da cidade de São Manoel do Paraná. |
| Nossa Senhora da Rosa Mística                                                                                            | Relembra a revelação que a própria Virgem Santa fez a uma enfermeira italiana no ano de 1947, Pierina Gilli; | Ladainhas lauretanas. |
| Nossa Senhora do Rosário                                                                                                 | Relembra a aparição da Virgem a São Domingos de Gusmão, no século XIII, pedindo-lhe a divulgação do seu rosário de orações; | Ordem Dominicana. |
| Nossa Senhora do Rosário de San Nicolás                                                                                  | Relembra as aparições de San Nicolás de los Arroyos relatadas por Gladys Motta, uma senhora argentina; | Toponímicos. |
| Nossa Senhora do Sagrado Coração                                                                                         | Relembra que de Maria foi formado o coração divinal de Jesus; | Confrarias. |
| Nossa Senhora da Salete (em francês: de la Sallete)                                                                      | Relembra a aparição da Virgem Maria, a 19 de setembro de 1846, a dois pastorinhos, na montanha de Salete, Isère, nos Alpes franceses; | Nome de mulher; Salete. |
| Nossa Senhora de Santa Cabeça                                                                                            | Cabeça de uma imagem de Nossa Senhora encontrada por pescadores paulistas no século XIX; | Santuário em Cachoeira Paulista. |
| Nossa Senhora da Saudade                                                                                                 | Relembra a imensa saudade que a Virgem Maria teve de seu Filho, nos três dias incompletos que seu corpo esteve no sepulcro; | Cemitérios da Saudade. |
| Nossa Senhora da Saúde                                                                                                   | Relembra que a Virgem Maria é fonte de vigor físico e moral para os homens; invocação na Quinta da Saúde, em Santarém, pelas graças obtidas numa peste no século XVI pelo consumo de água de uma nascente no local indicado; | Ladainhas Lauretanas. |
| Nossa Senhora Salvação do Povo Romano                                                                                    | Relembra que a Virgem Maria sempre socorreu o povo de Roma, em todas as suas situações de necessidade; | Célebre ícone, do século I, da Capela Paulina, na Basílica de Santa Maria Maior. |
| Nossa Senhora da Seringueira do Acre                                                                                     | Relembra que a aparição da Virgem Maria a um índio boliviano no Acre, nas vésperas da Revolução Acriana; | Padroeira dos combatentes brasileiros na Revolução Acriana, da Terceira República do Acre, dos Seringueiros e Co-Padroeira do Acre.                                                                                |
| Nossa Senhora de Sheshan                                                                                                 | Relembra o auxílio e proteção de Maria junto aos católicos chineses, título profundamente devotado por Bento XVI em prol da fé na China; | Toponímicos. |
| Nossa Senhora de Sião ou do Milagre                                                                                      | Relembra a aparição da Virgem Maria, em 1842, em Roma, a Alphonse Ratisbonne, ateu de origem judaica, convertido ao catolicismo; | Congregação e Colégios do Sion. |
| Nossa Senhora de Šiluva ou dos Pinhais                                                                                   | Aparição em Šiluva (Lituânia); | Toponímicos. |
| Nossa Senhora do Sinal                                                                                                   | Ícones que apareceram na Rússia durante os séculos XI a XII; | Representa a Anunciação da Virgem Maria. |
| Nossa Senhora da Soledade                                                                                                | Relembra a solidão, a tristeza e saudade da Virgem Maria, por ocasião da paixão de seu Filho; | Topônimos. |
| Nossa Senhora de Soufanieh                                                                                               | Relembra os fenómenos marianos em um bairro de Damasco, na Síria; | Aparições marianas. |
| Nossa Senhora do Terço                                                                                                   | Similar à invocação de Nossa Senhora do Rosário, mas refere-se apenas a cinco mistérios da vida de Jesus; | Rezas de Terço. Célebre igreja do Recife. |
| Nossa Senhora de Todas as Nações ou de Todos os Povos                                                                    | Relembra as aparições de Amsterdam relatadas por Ida Peerdeman, onde Maria se identifica como "A Senhora de Todas as Nações"; | Aparições. |
| Nossa Senhora do Trabalho                                                                                                | Relembra a devoção de todo Trabalhador por Maria, por nossa senhora aquela que sempre abençoa os trabalhos; | Invocação. |
| Nossa Senhora das Virtudes                                                                                               | Invocação no local das Virtudes, em Azambuja relacionada com uma manifestação milagrosa de uma imagem aí encontrada. A igreja, santuário e convento aí erguidos, assim como a expansão do culto, levantaram-se por intermédio de Dom João I, assinalando a vitória na Conquista de Ceuta. Foi um dos primeiros santuários marianos portugueses; | Toponímicos. |
| Nossa Senhora da Visitação                                                                                               | Relembra a visita da Virgem Maria a sua prima Santa Isabel; | Devoção da Ordem da Visitação de Santa Maria. |
| Nossa Senhora da Vitória                                                                                                 | Relembra que a Virgem Maria, vitoriosa, pode levar os cristãos à vitória em suas vidas. Em Portugal, foi introduzida a devoção por Dom João I, para comemorar a vitória na Batalha de Aljubarrota; | Famalicão; Padroeira da Arquidiocese de Vitória da Conquista. |
| Nossa Senhora de Warraq                                                                                                  | Aparição Mariana no Egito; | Toponímicos da Igreja Ortodoxa Copta. |
| Nossa Senhora de Zeitoun                                                                                                 | Aparição Mariana no Egito; | Toponímicos da Igreja Ortodoxa Copta. |